# Proven
Proven is een landelijk dorp in de Belgische provincie West-Vlaanderen en een deelgemeente van Poperinge. Proven was een zelfstandige gemeente tot aan de gemeentelijke herindeling van 1971. Het dorp ligt langs de N308 op ruim 6 km ten noordwesten van Poperinge en telt meer dan 1350 inwoners
Proven : geijkte broden. Vanaf de opkomst der steden tot op het einde van het oude regime, moest het stedelijk bestuur er over waken dat de prijs van het brood in redelijke verhouding stond met de prijs van het graan; dat de "goede lieden" voor hun geld het juiste gewicht  brood ontvingen waar ze recht op hadden.  Daarom werden jaarlijks uit de verschillende soorten broodgraan, de zogenaamde proven gebakken, met andere woorden de geijkte broden, waarvan het gewicht gangbaar zal zijn voor alle soorten brood gebakken in de stad. De prijs van het brood blijft het zelfde, maar het gewicht verandert dus afhankelijk van de graan prijs.  Bron: ir Paul Lindemans. De geschiedenis van de landbouw. 

## Geschiedenis
Proven werd voor het eerst schriftelijk vermeld in 1167 als Provenda, van prebende (kerkelijke inkomstenbron). Er bestond een kapel die afhankelijk was van de parochie van Haringe en later een zelfstandige parochie werd. Er werd ook een heerlijkheid gesticht die een leen was van de kanunniken van Terwaan. Daarna lagen nog (delen van) andere heerlijkheden op het grondgebied van Proven, waarvan Couthove de belangrijkste was. In 1763 werd het Kasteel Couthof gebouwd, en in 1856 het Kasteel de Lovie, wat in 1929 een medische bestemming kreeg. De kasteelheren waren, vooral in het 3e kwart van de 19e eeuw, verantwoordelijk voor ontginningen en landgoedaanleg.
Lodewijk XIV liet de weg van Poperinge naar Duinkerke aanleggen, waarlangs begin 20e eeuw de tramweg van Poperinge naar Veurne werd aangelegd.
Naast een tweetal windmolens bestonden er ook een aantal brouwerijen, zoals De Crone, Sint-Hubert en Verfaillie.
In 1971 fuseerde Proven met Krombeke, in 1977 werd deze fusiegemeente op zijn beurt bij Poperinge gevoegd.

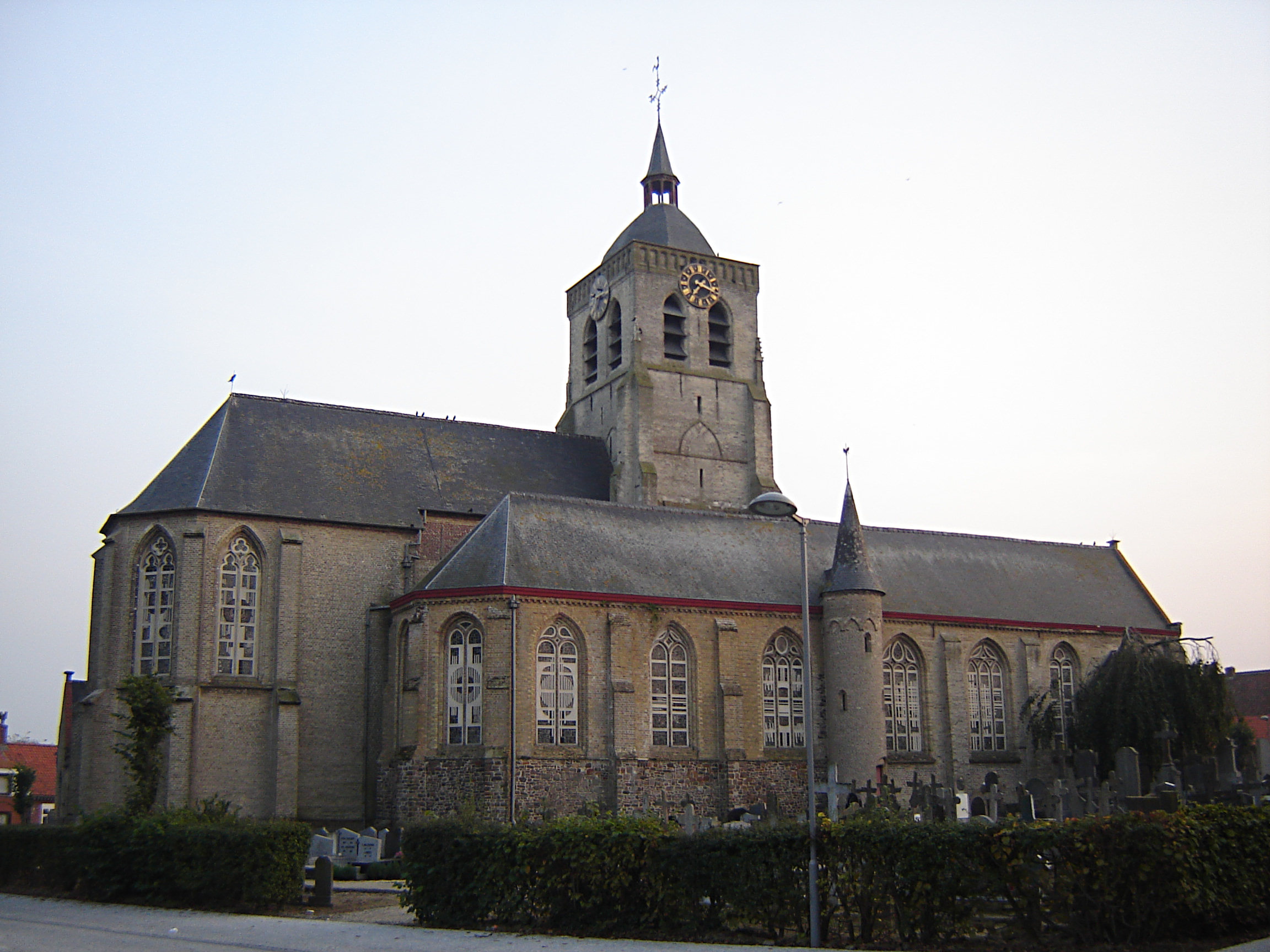
Sint-Victorkerk

## Demografische ontwikkeling
- Bronnen:NIS, Opm:1831 tot en met 1970=volkstellingen; 1976 = inwoneraantal op 31 december
- 1970: inclusief Krombeke aangehecht bij Proven op 1 januari 1971

## Bezienswaardigheden
- De kerk en parochie van Proven zijn gewijd aan Sint-Victor. De Sint-Victorkerk werd heropgebouwd in 1806, nadat de laatgotische vroeg-17de-eeuwse kerk in 1802 door een brand werd getroffen. De vieringtoren wordt in de volksmond de "Peperbus" genoemd.
- 18e-eeuws Kasteel Couthof met park.[1]
- Kasteel de Lovie
- Op de Britse militaire begraafplaats Mendinghem Military Cemetery rusten 2.448 gesneuvelden uit de Eerste Wereldoorlog. Op het kerkhof van Proven liggen vijf gesneuvelden uit de Tweede Wereldoorlog.

## Natuur en landschap
Proven ligt in Zandlemig Vlaanderen op een hoogte van 9 tot 31 meter. De kom ligt op ongeveer 20 meter hoogte. De Bossen tussen Sint-Jan-ter-Biezen en Sint-Sixtusabdij vormen een landschappelijk en cultuurhistorisch belangrijk gebied. Waterlopen zijn de Klijtebeek en de Haringebeek.
In Proven werd op 23 mei 2023 een wolf gespot, en dat voor het eerst in 200 jaar in West-Vlaanderen.

## Nabijgelegen kernen
Poperinge, Sint-Jan-ter-Biezen, Houtkerke, Watou, Roesbrugge, Krombeke